# Kagisho Dikgacoi
Kagisho Evidence Dikgacoi (Aussprache: [ka'xisʰo dik'xaǀoi], anglisiert [kəˈhiːsəʊ dɪˈkækɔɪ]; * 24. November 1984 in Brandfort) ist ein ehemaliger südafrikanischer Fußballspieler und heutige Trainer. Der defensive Mittelfeldspieler stand zwischen 2014 und 2016 bei Cardiff City unter Vertrag und gehörte bei der WM 2010 im eigenen Land zum Aufgebot der südafrikanischen Nationalmannschaft.

## Karriere

### Verein
Dikgacoi kam 2005 von den unterklassigen Bloemfontein Young Tigers zum Erstligisten Golden Arrows. In der Saison 2006/07 etablierte sich Dikgacoi dort und gehörte seither zur Stammmannschaft. Im Sommer 2008 stand der kopfball- und zweikampfstarke Defensivspezialist erstmals vor einem Wechsel zum englischen Erstligisten FC Fulham, dieser scheiterte aber letztlich an einer fehlenden Arbeitserlaubnis. Ein Jahr später wurde ihm die Arbeitserlaubnis schließlich bewilligt und er wechselte zum Londoner Klub. Bei seinem Premier-League-Debüt am 4. Oktober 2009 wurde er nach einem Schlag gegen West-Ham-Spieler Scott Parker nach 41 Minuten mit Rot vom Platz gestellt.

### Nationalmannschaft
Dikgacoi gab 2007 sein Debüt in der südafrikanischen Nationalelf und stand Anfang 2008 im Aufgebot für die Afrikameisterschaft. In einem WM-Qualifikationsspiel im Juni 2008 gegen Äquatorialguinea erzielte der schussgewaltige Mittelfeldakteur seine ersten beiden Treffer für das Nationalteam. Beim Konföderationen-Pokal 2009 bestritt Dikgacoi alle fünf Turnierspiele über die volle Distanz, als Südafrika den vierten Rang belegte. Auch ein Jahr später bei der Weltmeisterschaft im eigenen Land gehörte er im zentralen Mittelfeld an der Seite von Reneilwe Letsholonyane zum Stammpersonal und wirkte in den ersten beiden Gruppenspielen mit. Eine Gelbsperre verhinderte seinen Einsatz im letzten Gruppenspiel gegen Frankreich.